# カンラン科
カンラン科（カンランか、橄欖科、学名: Burseraceae）は、被子植物門の科のひとつである。APG植物分類体系ではムクロジ目に属すが、その他の分類体系ではミカン目に属していた。

## 形態・生態
葉は互生し、多くは羽状複葉で、油点がある。
花は普通小さく、花弁と萼片は4か5。雄蘂はその2倍か3倍数あり、雌蕊は3 - 5ある。
果実は通常、蒴果か核果である。

## 分布・生育地
アジア、アフリカと南北アメリカの亜熱帯から熱帯にかけて、17から18属540種が分布する。

## 人間との関わり
カンラン（橄欖、Canarium album）はインドシナの原産で、江戸時代に日本に渡来し、種子島などで栽培され、果実を生食に、また、タネも食用にしたり油を搾ったりする。それらの利用法がオリーブに似ているため、オリーブのことを漢字で「橄欖」と当てることがあるが、全く別科の植物である。これは幕末に同じものだと間違って認識され、誤訳が定着してしまったものである。オリーブは地中海周辺では古くから栽培・利用されており、新約聖書「マタイによる福音書」の有名な「橄欖山の垂訓」は、オリーブのほうである。また、美しいものは宝石として扱われる鉱物・橄欖石の名前もオリーブ由来である。
カンランの同属のピリナッツ（C. ovatum）はフィリピンで栽培されており、種子をナッツとして食用にする。
ミルラ（Commiphora abyssinica）の樹脂である没薬は、古代エジプトで、貴人のミイラを作るのに使われ、日本語のミイラ（木乃伊）は、ミルラが語源といわれる。
また、乳香は、Boswellia carterii の樹脂で、香料・薬用などに使われている。

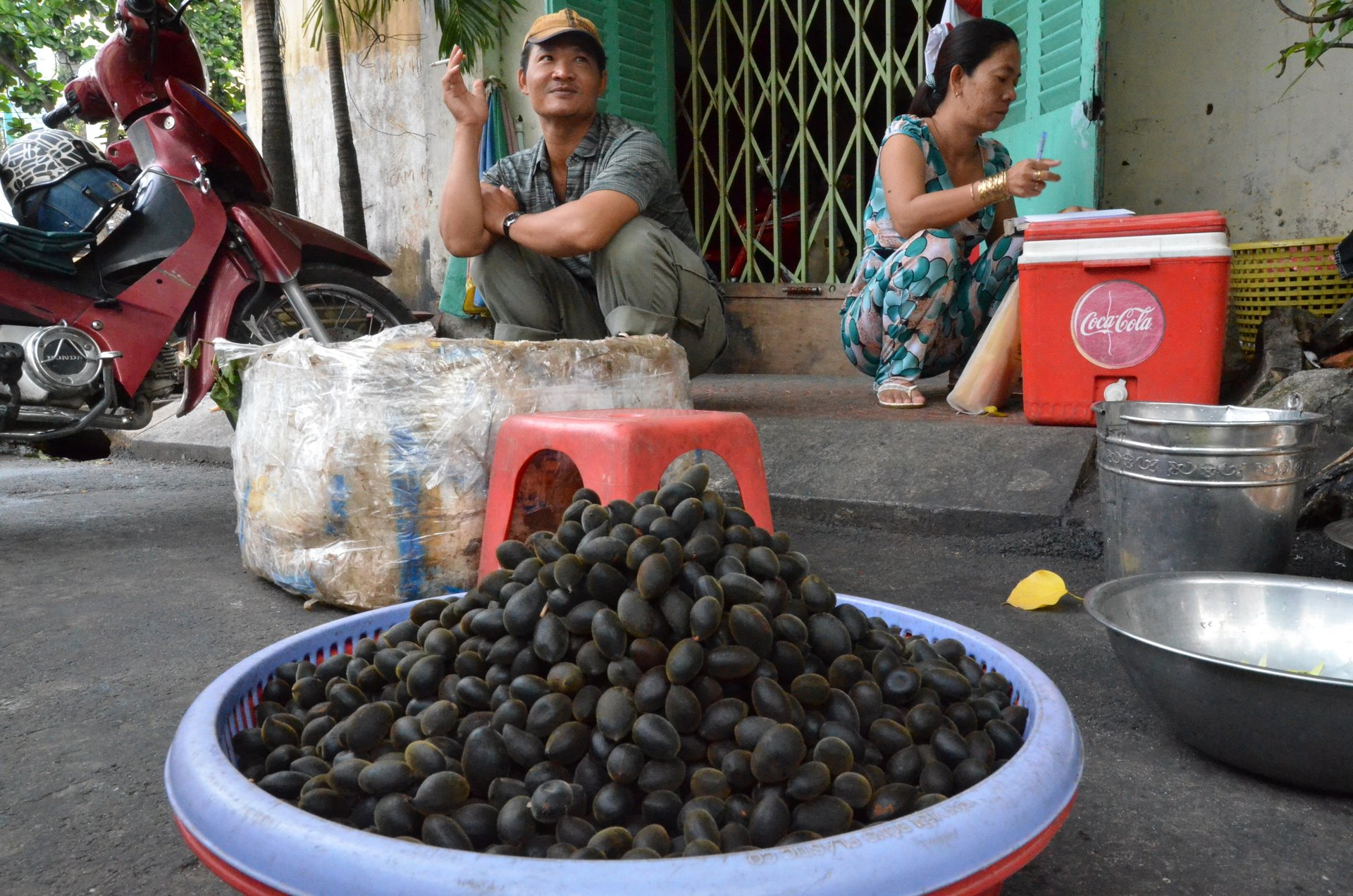
カンランの果実
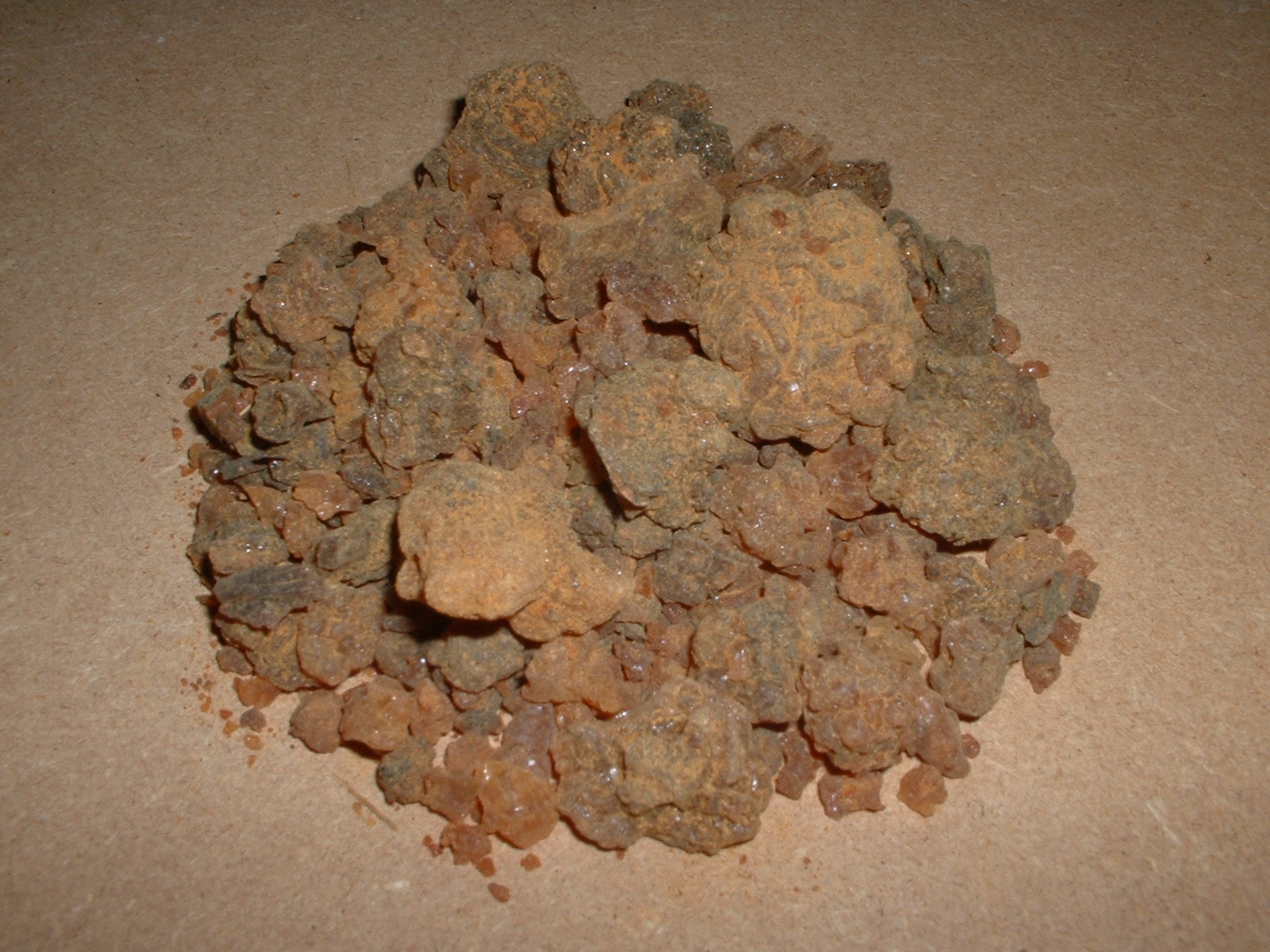
没薬
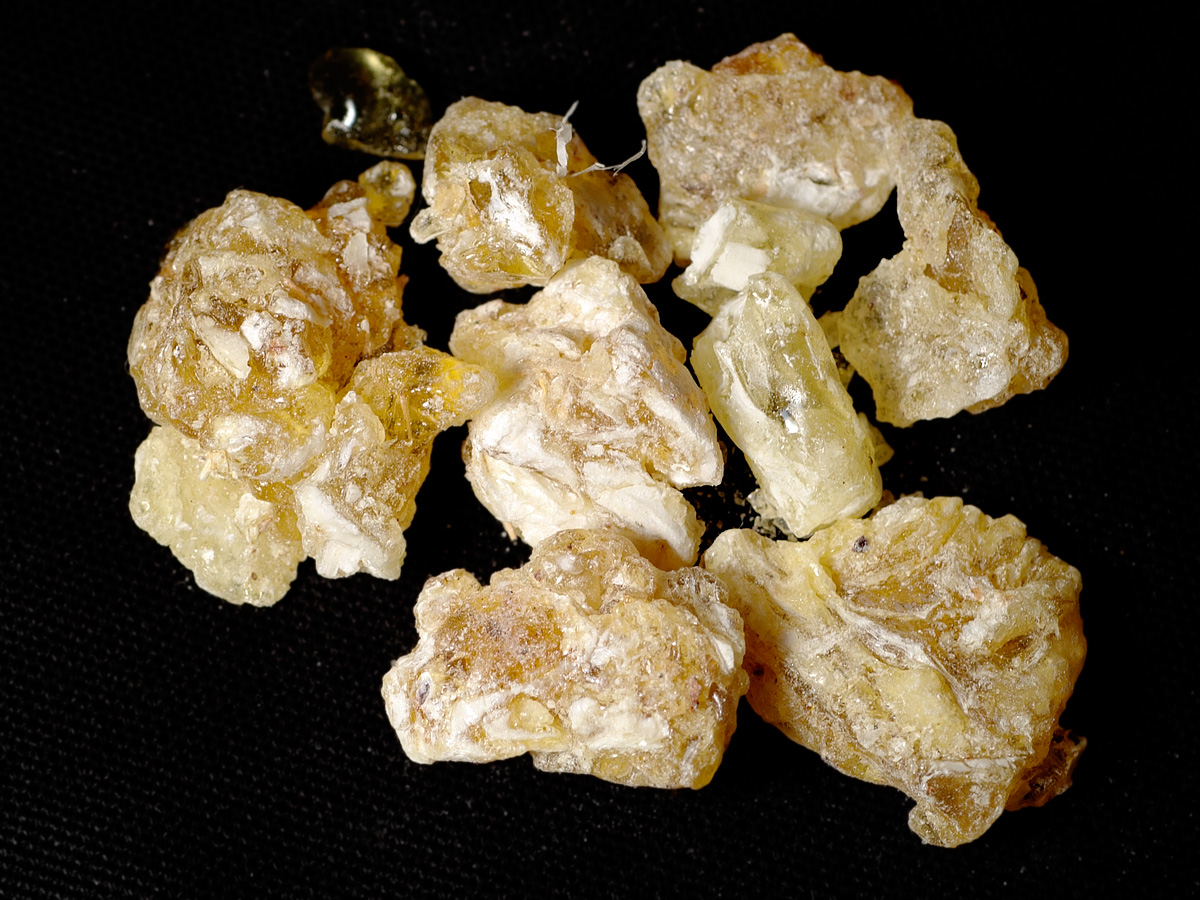
乳香

## 下位分類
- Aucoumea
  - オクメ[2] A. klaineana
- バイセリア属 Beiselia
- ボスウェリア属 Boswellia
  - Boswellia carterii
- ブルセラ属 Bursera
  - ガンボリンボ Bursera simaruba
  - パロサント Bursera graveolens
- カンラン属 Canarium
  - カンラン C. album
  - マニラエレミ[3] C. luzonicum
- ミルラノキ属 Commiphora
  - ミルラ Commiphora abyssinica
- クレピドスペルマム属 Crepidospermum
- ダクリオデス属 Dacryodes
- ガルガ属 Garuga
- ハプロロブス属 Haplolobus
- パキロブス属 Pachylobus
- プロティウム属 Protium
- サンティリア属 Santiria
- スクティナンテ属 Scutinanthe
- テトラガストリス属 Tetragastris
- トラッティニッキア属 Trattinnickia
- トリオンマ属 Triomma